# Mellah
Pour les articles homonymes, voir Mellah (homonymie).

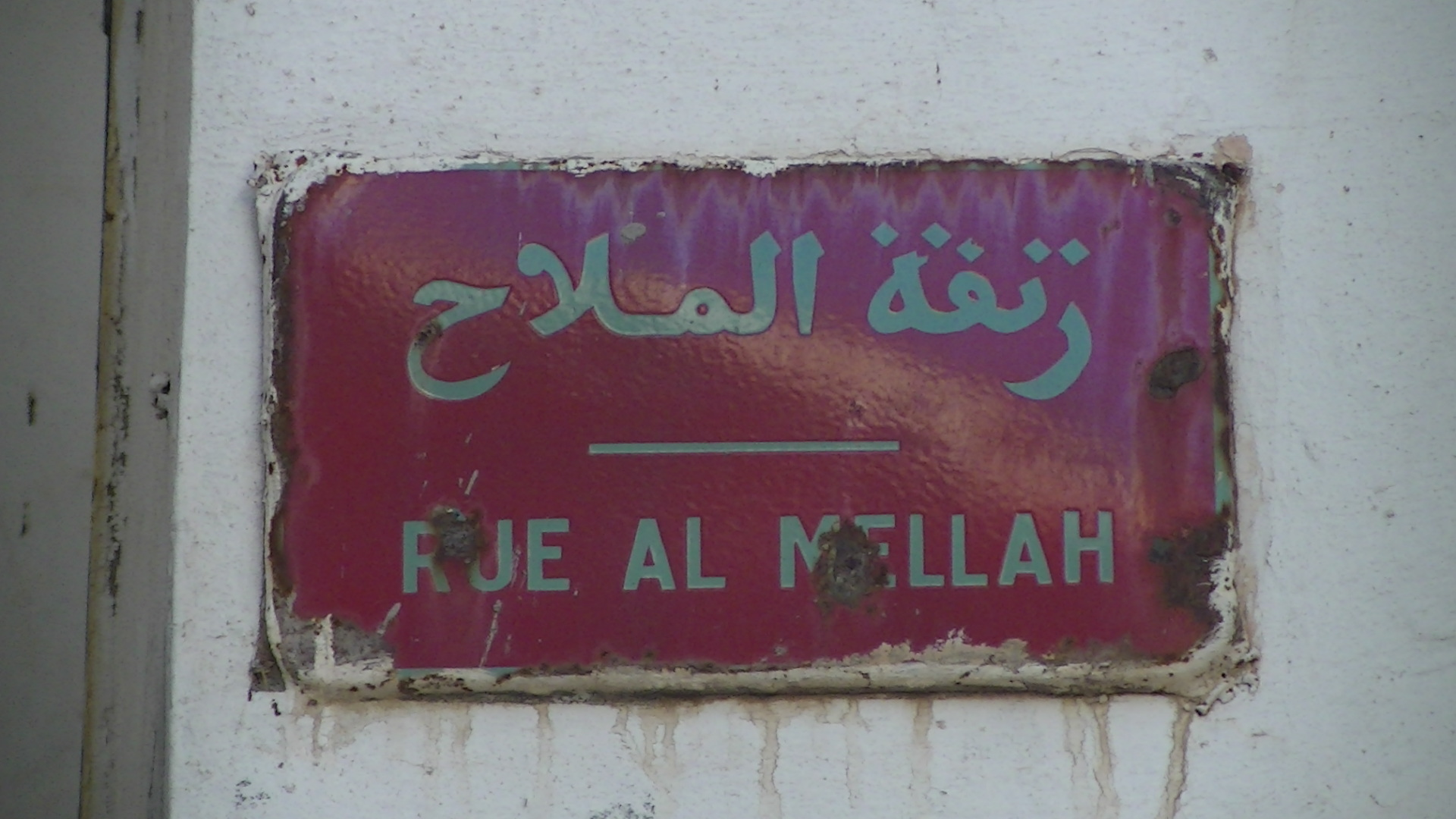
Plaque à Essaouira

Le mellah désigne au Maroc le quartier où habitaient les résidents juifs de la ville. De hautes murailles entouraient celui-ci afin de séparer populations musulmanes et juives.

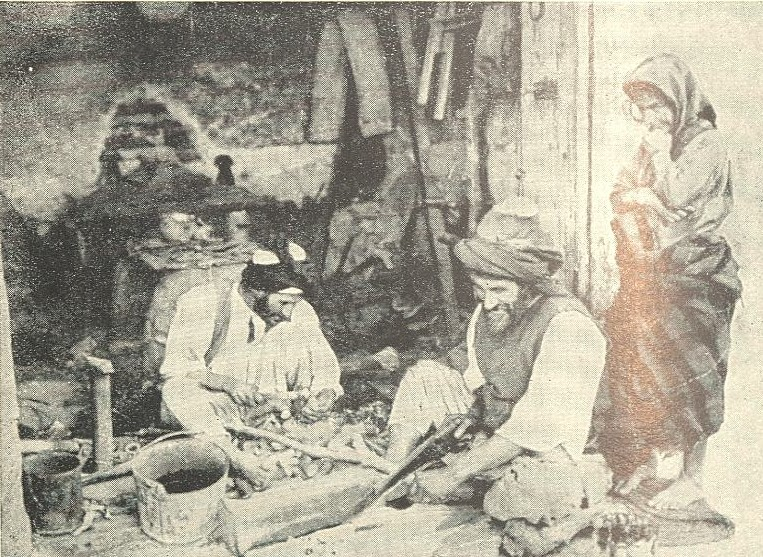
Juifs du mellah de Tripoli (Libye), 1930

Le mellah de Fès, établi en 1438, est considéré comme le plus ancien quartier réservé aux Juifs du Maroc.

## Étymologie

Marchands de sel dans le mellah de Marrakech, 1929

Le mot mellah signifie « sel » en hébreu et arabe (مِلَحْ), et désigne également un lieu où on conserve des produits avec le sel ; mais dans chaque ville du Maroc, il est utilisé pour désigner le quartier juif.
Cela pourrait venir du fait qu'une corvée imposée aux Juifs du Maroc au XVe siècle consistait à saler, pour les conserver, les têtes des criminels exécutés, avant qu'elles ne soient exposées aux portes des villes. Cette étymologie semble devoir être jugée comme populaire.
L'origine est plus probablement le mot hébreu « מִילָה » (« mila », circoncision, alliance faite à Abraham) passée en arabe classique sous forme féminine « مِلَّة  » (« millah », religion abrahamique), puis en arabe marocain avec raccourcissement des voyelles (« mella », principes moraux, religion). Le H terminal de ce mot est un Ta marbota qui n'est jamais prononcé en arabe marocain actuel. Le passage au H dévoisé (ح), faisant ressembler le mot à la famille de « ملحة » « (melHa », « sel » en arabe marocain) demeure peu documenté. En effet, les écrits historiques, français ou espagnols, s'y rapportant citent le mot en caractères latins, avec confusion de « ة » (finale féminine où H est non prononcé), « ه » (H voisé) et « ح » (H dévoisé). D'autres écrits en hébreu sont peu accessibles.

## Type de quartier

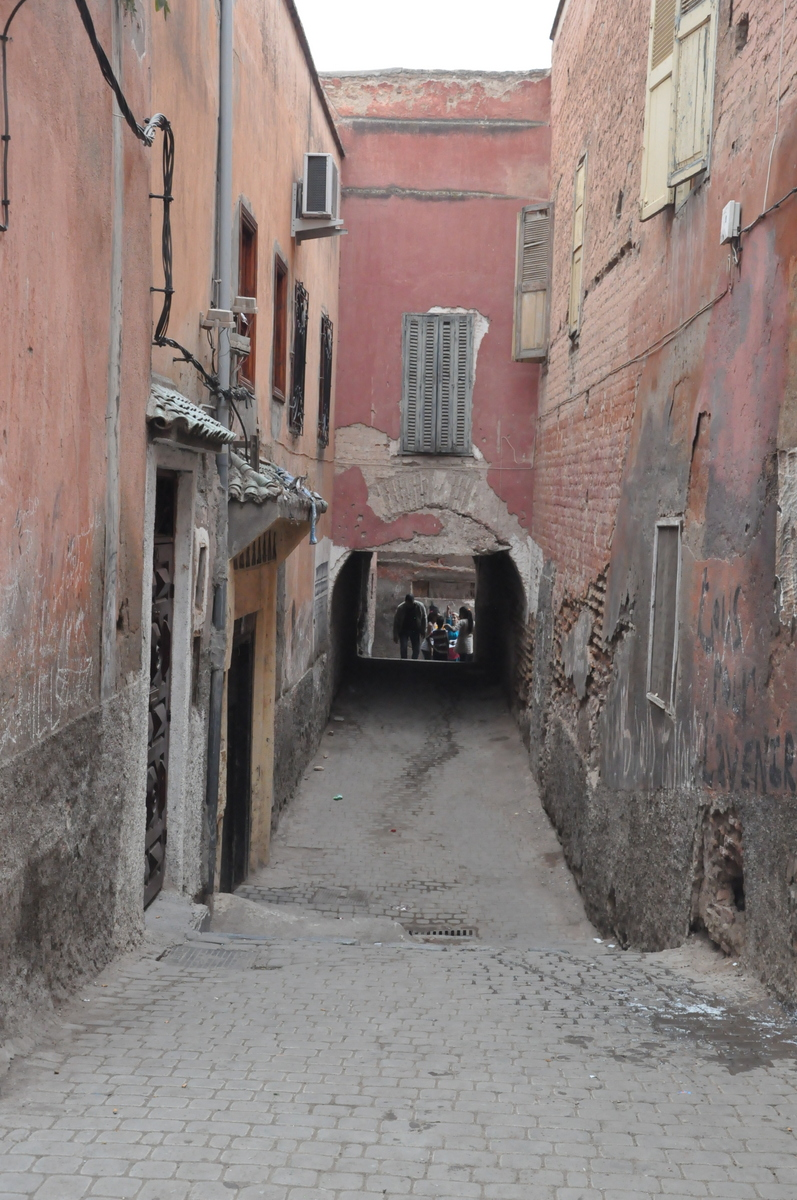
Mellah de Marrakech, 2015

Dans de nombreuses villes du Maroc, il existait des Mellahs, c'est-à-dire quartiers réservés aux habitants de confession juive. Leurs traces architecturales subsistent encore, bien qu'à compter notamment du Protectorat français, ces quartiers aient évidemment progressivement perdu leur fonction de séparation des Juifs de la population musulmane.
Les mellahs n'étaient pas des ghettos au sens strict dans la mesure où les Juifs pouvaient en sortir pour fréquenter les autres quartiers de la ville ou du village et où, pareillement, la population non juive pouvait pénétrer dans le mellah. Cependant, sauf dérogation du pouvoir local (ou protection consulaire particulière, essentiellement à partir du XIXe siècle, pour leur éviter de subir des violences), les juifs étaient tenus d'y habiter et d'y exercer leur commerce, « seule une infime minorité de très riches [étant] autorisée à rester à la Kasbah ».

### Enjeu
L'objet affiché du premier mellah à Fez (1438) est à la fois d'isoler les non-musulmans dans une ville où réside un descendant du prophète Mahomet et de protéger les dhimmis (statut discriminatoire pour les non-musulmans qui doivent notamment payer un impôt par tête appelée djizia).
Mais les mellahs marocains se sont ensuite multipliés à compter de la fin du XVIIIe siècle et au début du XIXe siècle. La décision de construire des quartiers pour les Juifs dans d'autres villes est ensuite mue par la volonté de protéger les Juifs qui « constituaient une source financière importante pour la trésorerie de l’État. Les Juifs étaient appelés à rester entre les murs de leur quartier afin de ne pas pâtir des chaos et des affrontements qui pouvaient avoir lieu dans les villes ». Le pouvoir local force alors les populations juives à y déménager, causant une promiscuité obligée et un danger sanitaire. Les Juifs n'ont en effet très généralement ni l'autorisation de quitter les mellahs, ni celle de les agrandir. De même les Juifs se voient interdire, pour l'essentiel, d'établir leur commerce en quartier musulman.
Le Mellah devient ainsi un centre commercial important dans toutes les villes marocaines, où de nombreux simples métiers exercés par les Juifs tels que l’orfèvrerie, la cordonnerie, la couture ou la menuiserie s'y rassemblent. Par ailleurs, la gestion et la législation du Mellah sont indépendantes du reste des quartiers musulmans.

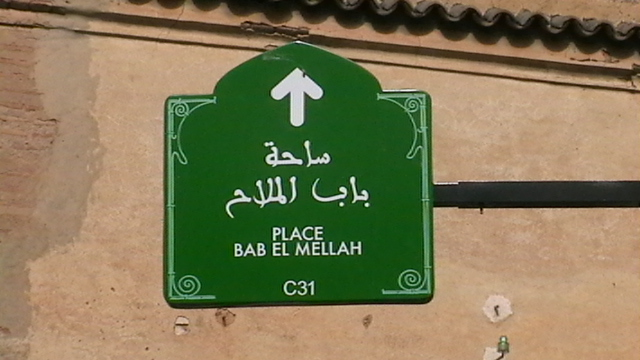
Plaque indiquant la place de la porte du Mellah de Chefchaouen

Cependant, l'insalubrité des mellahs marocains et la politique de brimades systématiques subie par la population juive locale, soumise à l'arbitraire des autorités et l'absence de protection juridique face aux persécutions fréquentes de la communauté musulmane - malgré leur statut de dhimmis (dont l'impôt obligatoire de capitation) censé les protéger -, sont relevées par de très nombreux auteurs, explorateurs ou voyageurs au Maroc. Dans son récit de voyage dans ce pays, Charles de Foucauld écrit que « Les Israélites..., aux yeux des musulmans, ne sont pas des hommes ».
Les pressions du Protectorat français puis la quasi-disparition de la population juive marocaine entraînent la disparition de fait des Mellah en tant que quartiers assignés aux Juifs.

## Mellahs urbains

### Mellah de Fès
Le plus important du Maroc, il est d'ailleurs le premier quartier juif séparé dans l'histoire du Maroc en 1438,. À cette époque de fanatisme encouragé par la dynastie des Almohades, le sultan, désireux de protéger les populations juives de la ville (voir notamment Massacre de Fès) et de séparer les populations juives d'une ville où réside un descendant du prophète Mahomet, fait construire pour elles un quartier réservé à Fès el-Jedid, à proximité du palais royal. Par la suite, les Juifs de la ville et ceux de villages où les émeutes poussent leurs résidents juifs à s'enfuir, sont tenus de tous habiter dans ce mellah, sans avoir droit de l'agrandir, ce qui pose des problèmes de salubrité du lieu,.
Après la mort de Ba Ahmed en 1900, une épidémie de peste frappe le Maroc et l'anarchie s'y développe. 3 000 personnes meurent dans le mellah de Fès, surpeuplé comme la plupart des autres mellahs des grandes villes.
En avril 1912, les Juifs du mellah sont victimes d'un pogrom (dit du Trit) lors des « Journées sanglantes » où la population musulmane s'en prend notamment à eux et fait 42 victimes.

La synagogue Danan du mellah de Fès est restaurée par notamment l’un des descendants de la famille du même nom établi à Paris, et « inaugurée » après la fin des travaux en 1998 ; elle est devenue « classée ».

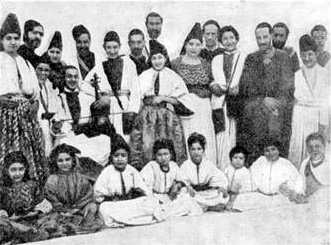
Juifs de Fès (v. 1900)
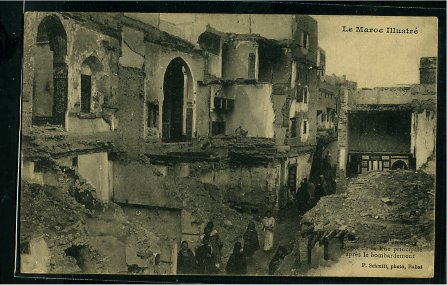
Ruines du mellah en 1912
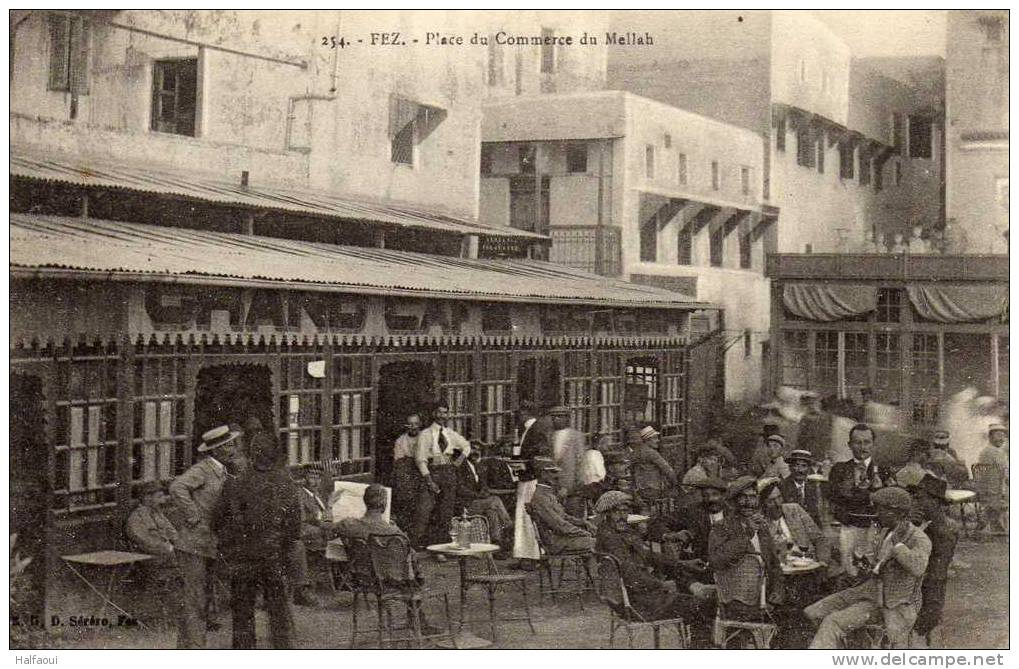
Place du Commerce dans le Mellah en 1912
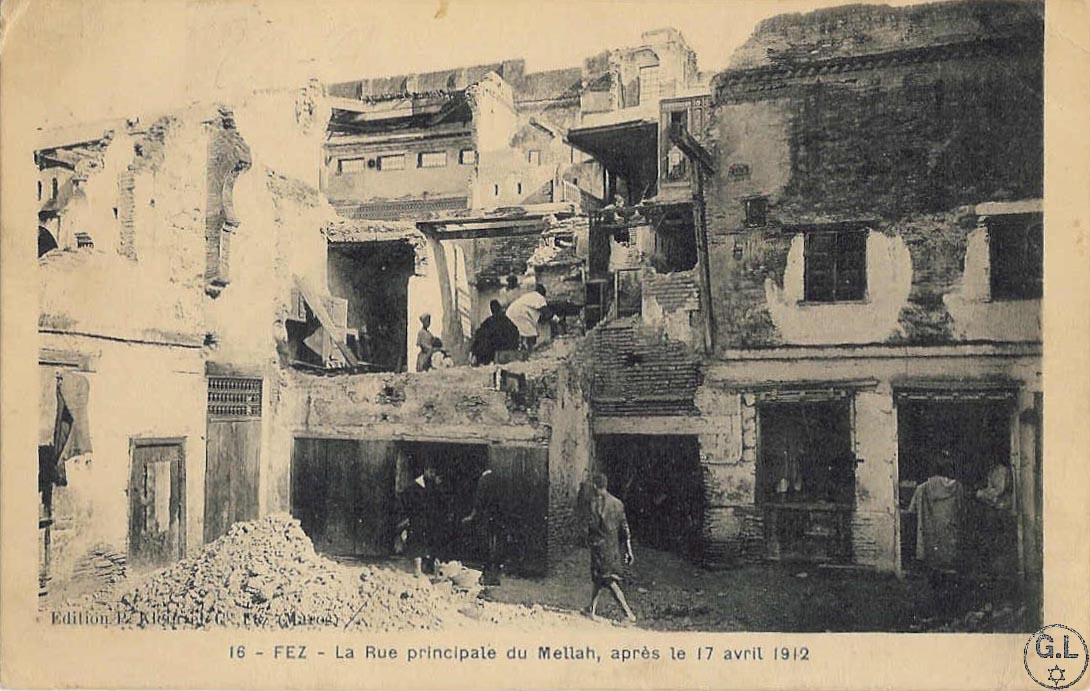
Ruines du mellah après le pogrom de 1912
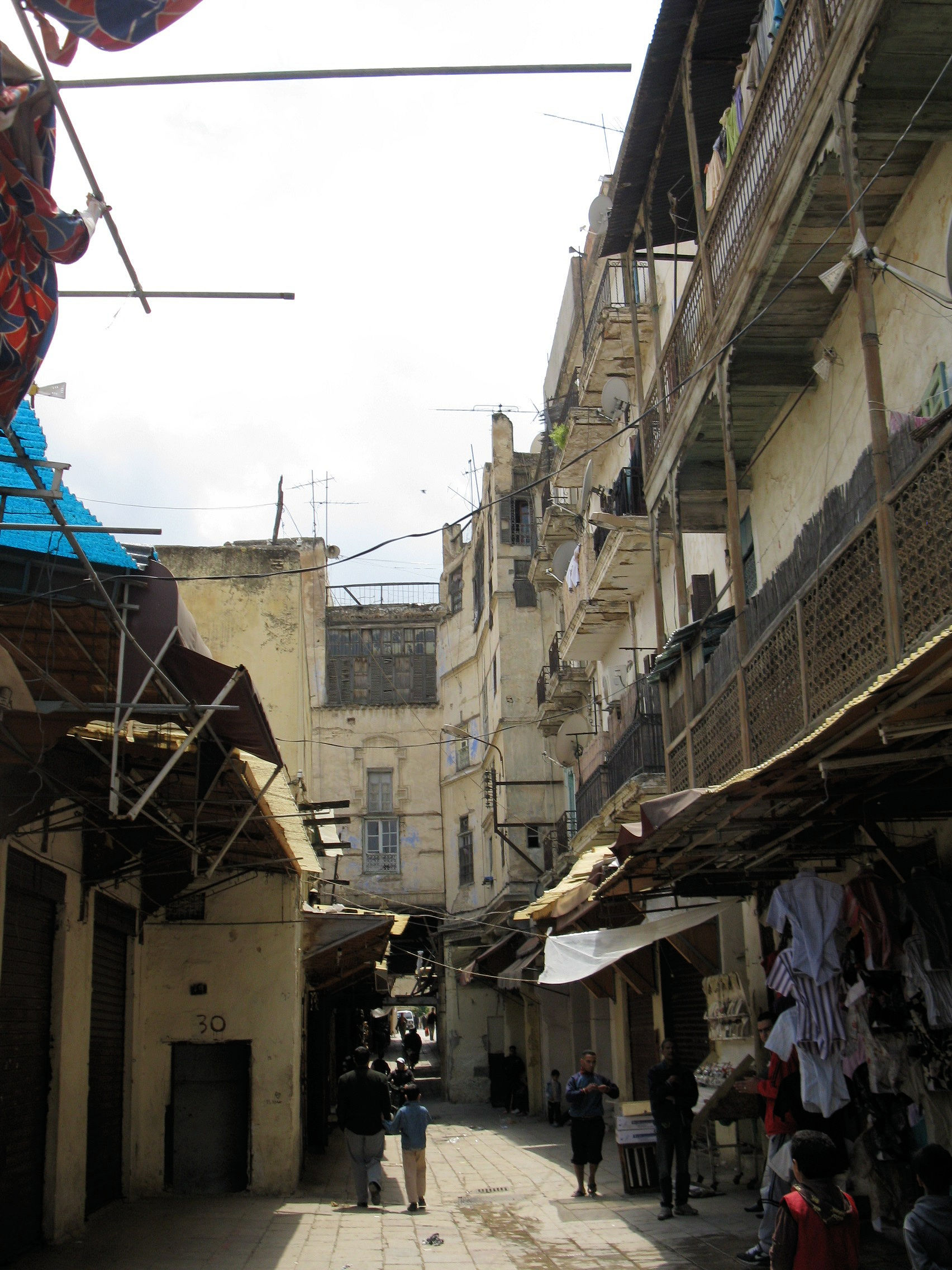
Le mellah en 2010

### Mellah de Marrakech
Ceint de murailles, il figure le plus grand des mellahs du Maroc et est fondé en 1558 sous le règne du sultan Abdallah el-Ghalib de la dynastie saâdienne,. Il est ainsi le deuxième plus ancien mellah du Maroc mais n'est nommé le Mellah qu'en 1639. Comme pour les Juifs d'autres mellahs, il s'agit de tenter de mieux les protéger du fanatisme de la population musulmane encouragée à l'époque par les Almohades, après notamment le massacre de la communauté juive de la ville, en 1232. Bénéficiant de la proximité du Mechouar (le palais royal), au cours des XVIe et XVIIe siècles, le mellah est l'une des principales zones commerciales de la ville et un quartier fortifié, avec ses portes fermées la nuit.
Quartier pauvre jusque dans les années 2010, il est encore peuplé d''environ 27 000 citadins juifs dans les années 1940. De nombreuses maisons demeurées vacantes à la suite du départ de la communauté juive du Maroc tombent en ruines ou font l'objet d'occupations illégales mais grâce à une vaste opération de réhabilitation, le quartier bénéficie d'un nouvel engouement. Rebaptisé Essalam (« la paix ») dans les années 1990, il reprend en 2017 son nom originel El Mellah, sur instruction du roi Mohammed VI qui décide également d'y restaurer rues, maisons et synagogues,.

Il demeure de nos jours quelques dizaines de Juifs dans le mellah, qui peuvent y perpétuer leur mode de vie.

Marché aux œufs dans le mellah (1925)
Cordonnier du mellah (1925)
Porteur d'eau au mellah (1925)
Ferblantiers (1925)
Rue du mellah (1929)
Tourneurs sur bois (1929)
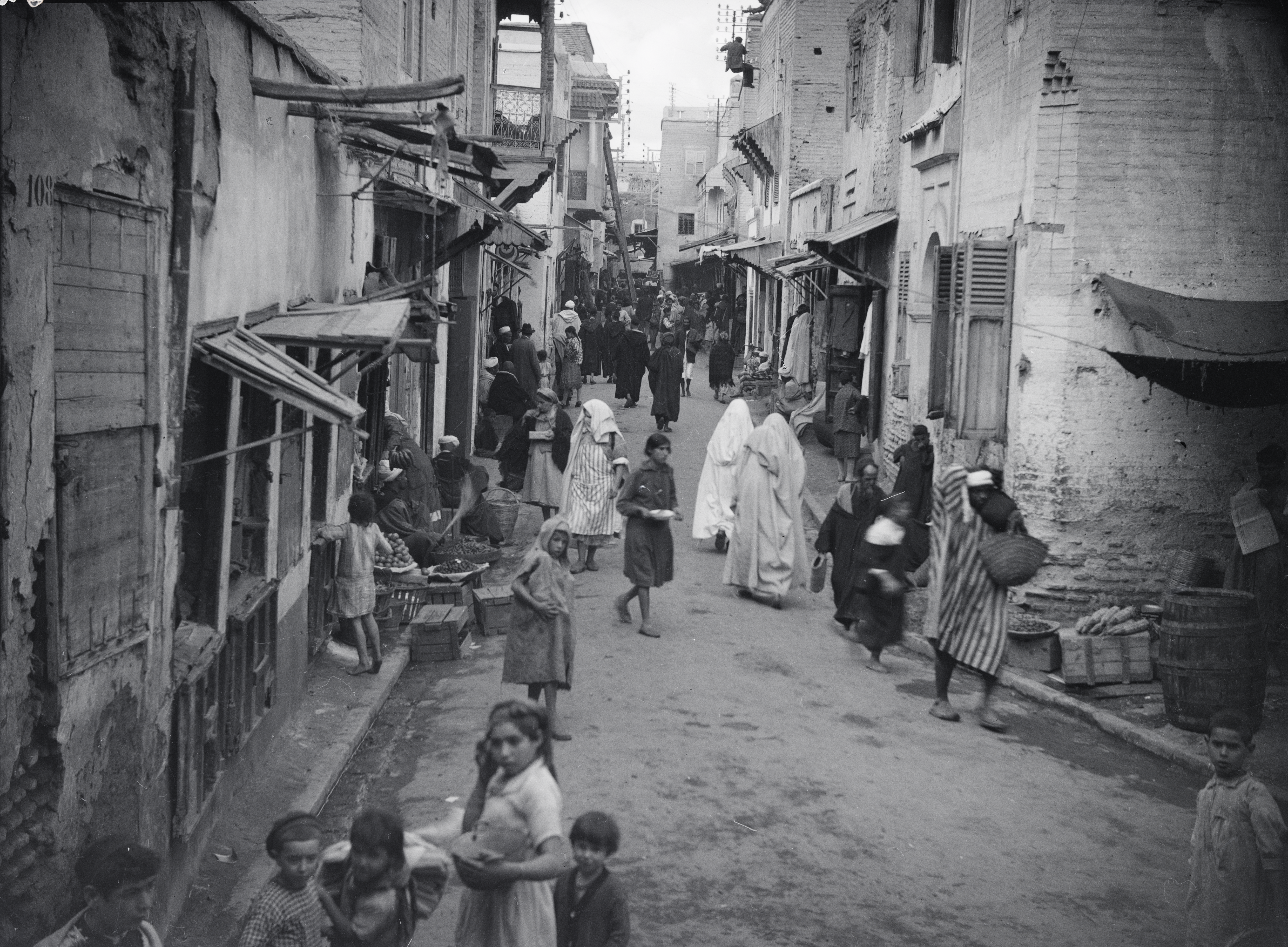
Mellah de Marrakech (1930)
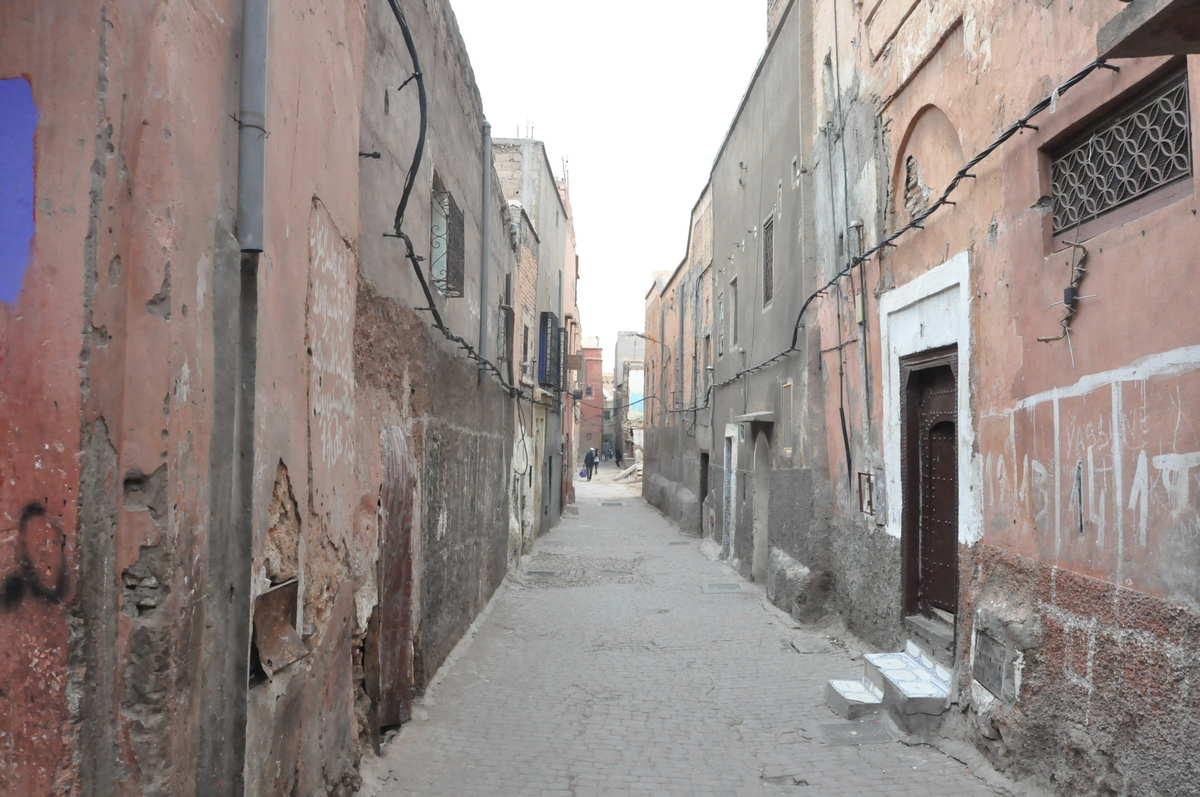
Rue actuelle
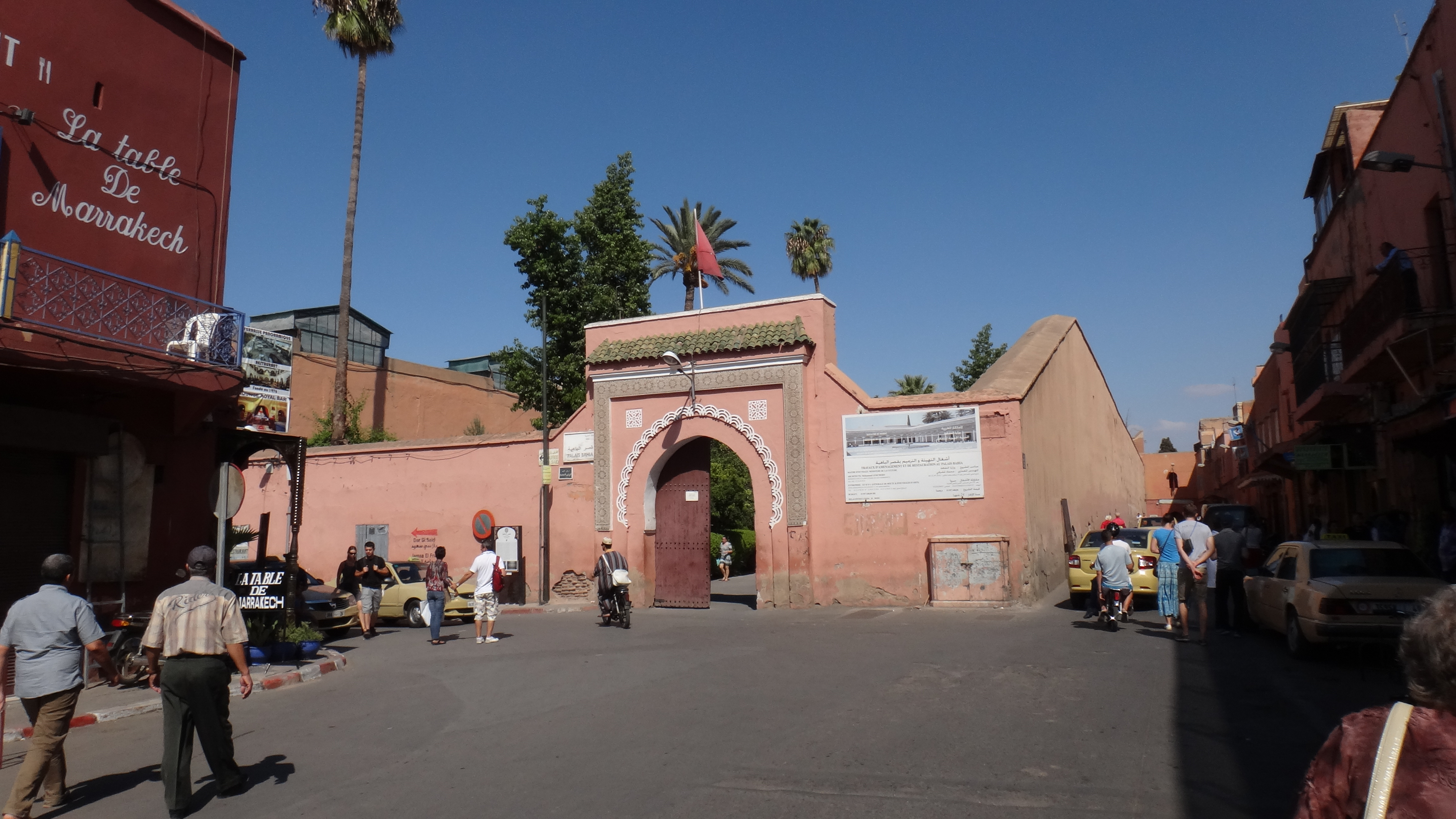
Porte du mellah (2014)
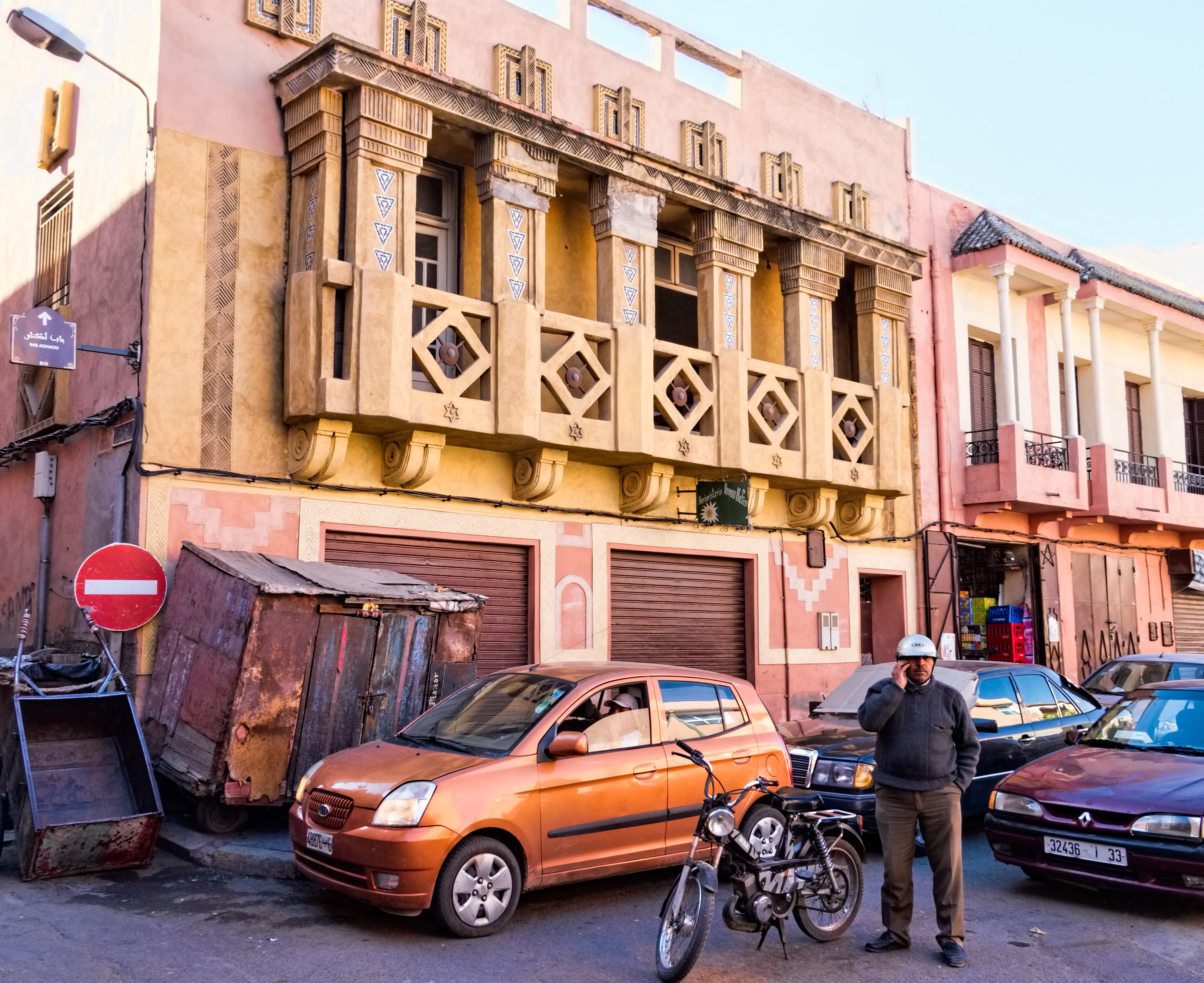
Ancienne synagogue Joseph Bitton, aujourd'hui dans la médina

### Mellah de Meknès
Meknès est la seule ville au Maroc où il y avait deux mellahs : un vieux mellah, le troisième du pays, construit, selon les sources, vers 1540 ou en 1682, sous le règne du sultan alaouite Moulay Ismaïl, et un nouveau mellah composé de nouveaux quartiers du fait de l'augmentation de la démographie juive, construit dans les années 1920.
Lors du tremblement de terre de Lisbonne du 1er novembre 1755, qui va jusqu'à ravager des villes marocaines telles que Meknès, la population du mellah établi sous Moulay Ismaïl est décimée.
En 1990, 400 Juifs résident encore à Meknès

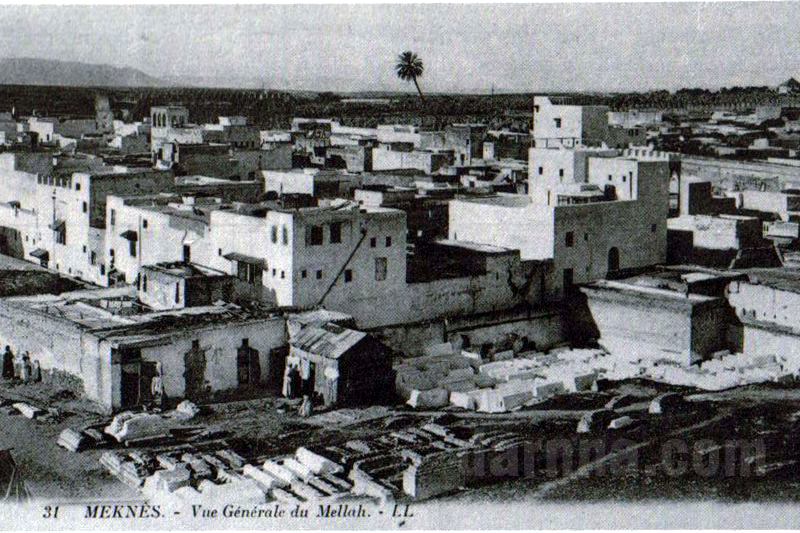
Vue générale du Mellah
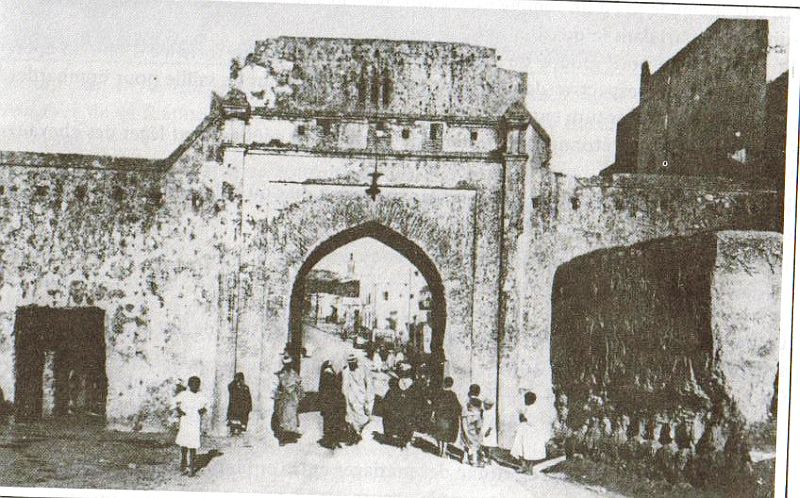
Une des portes du Mellah vers 1910
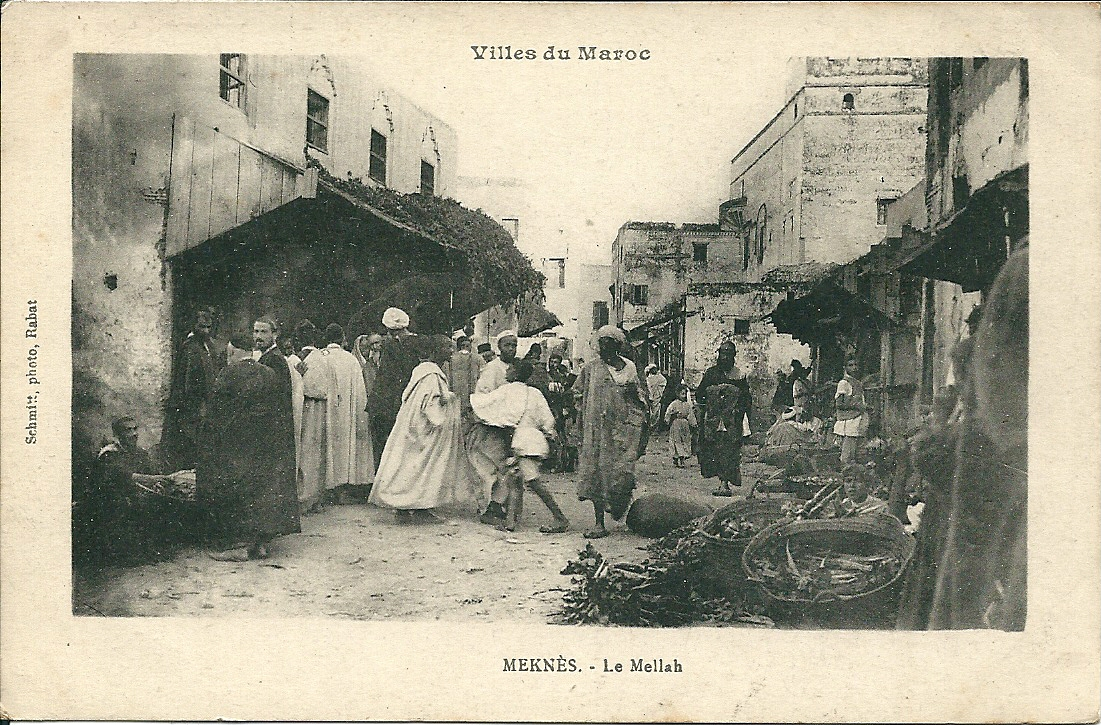
Une des rues du Mellah en 1919
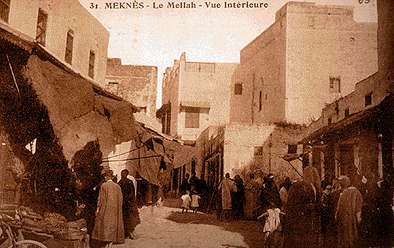
Une rue du Mellah
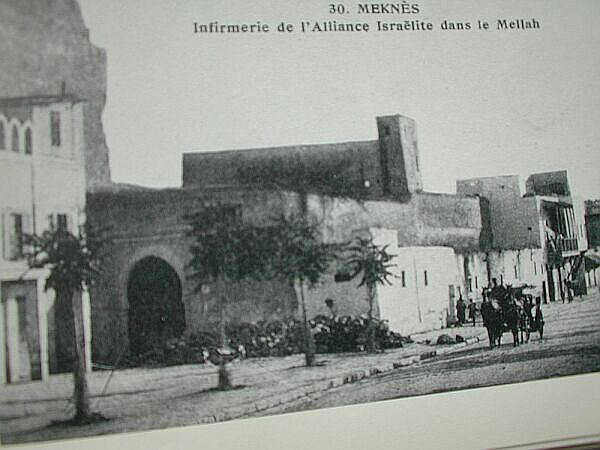
L'infirmerie de l'Alliance Israélite dans le Mellah

### Mellah de Mogador / Essaouira
Au milieu du XIXe siècle, Mogador comptait 10 000 musulmans et 17 000 juifs reclus dans le mellah, situé dans la partie nord de la vieille ville.

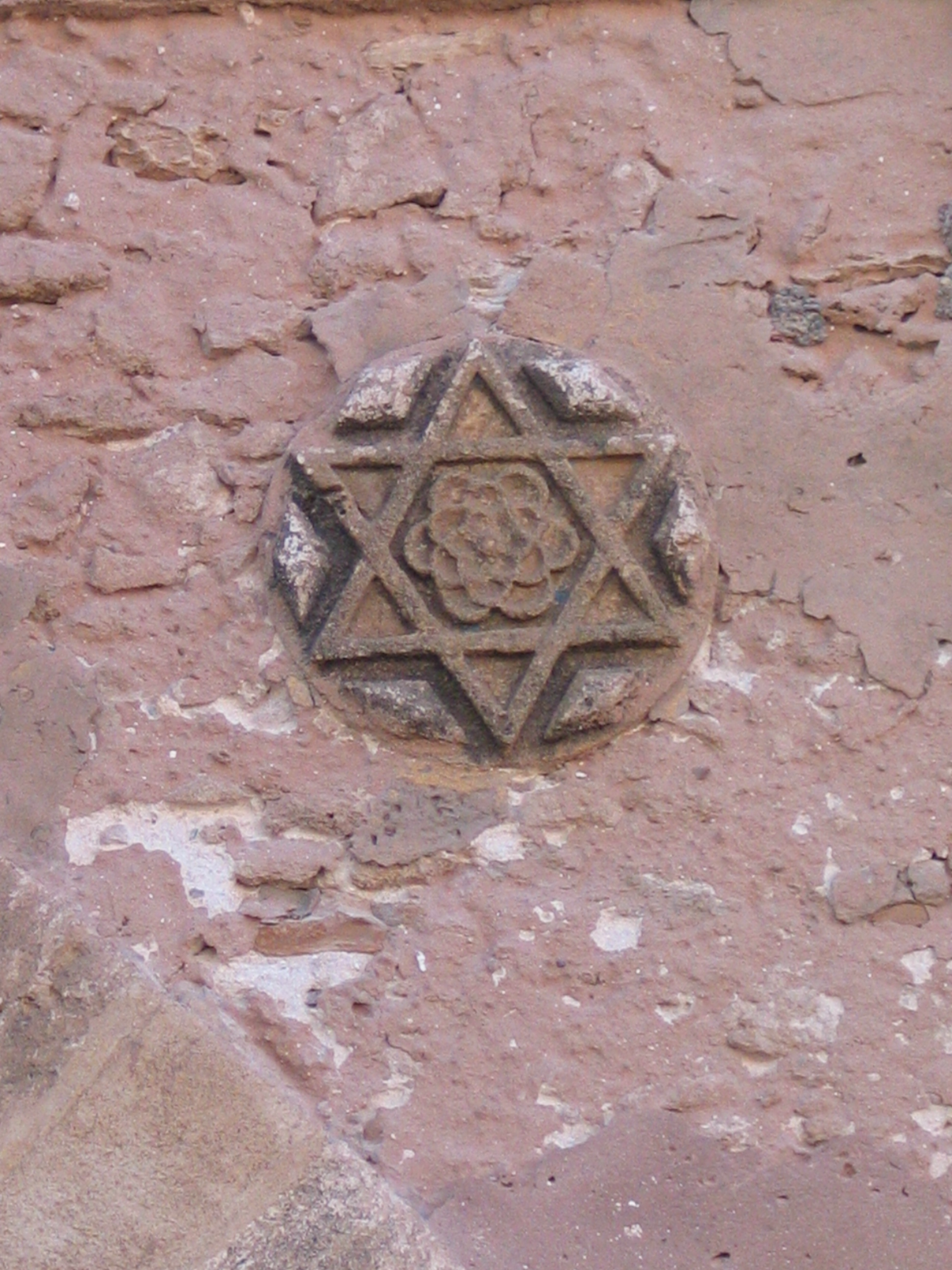
Sceau de Salomon sur un mur dans le mellah d'Essaouira.

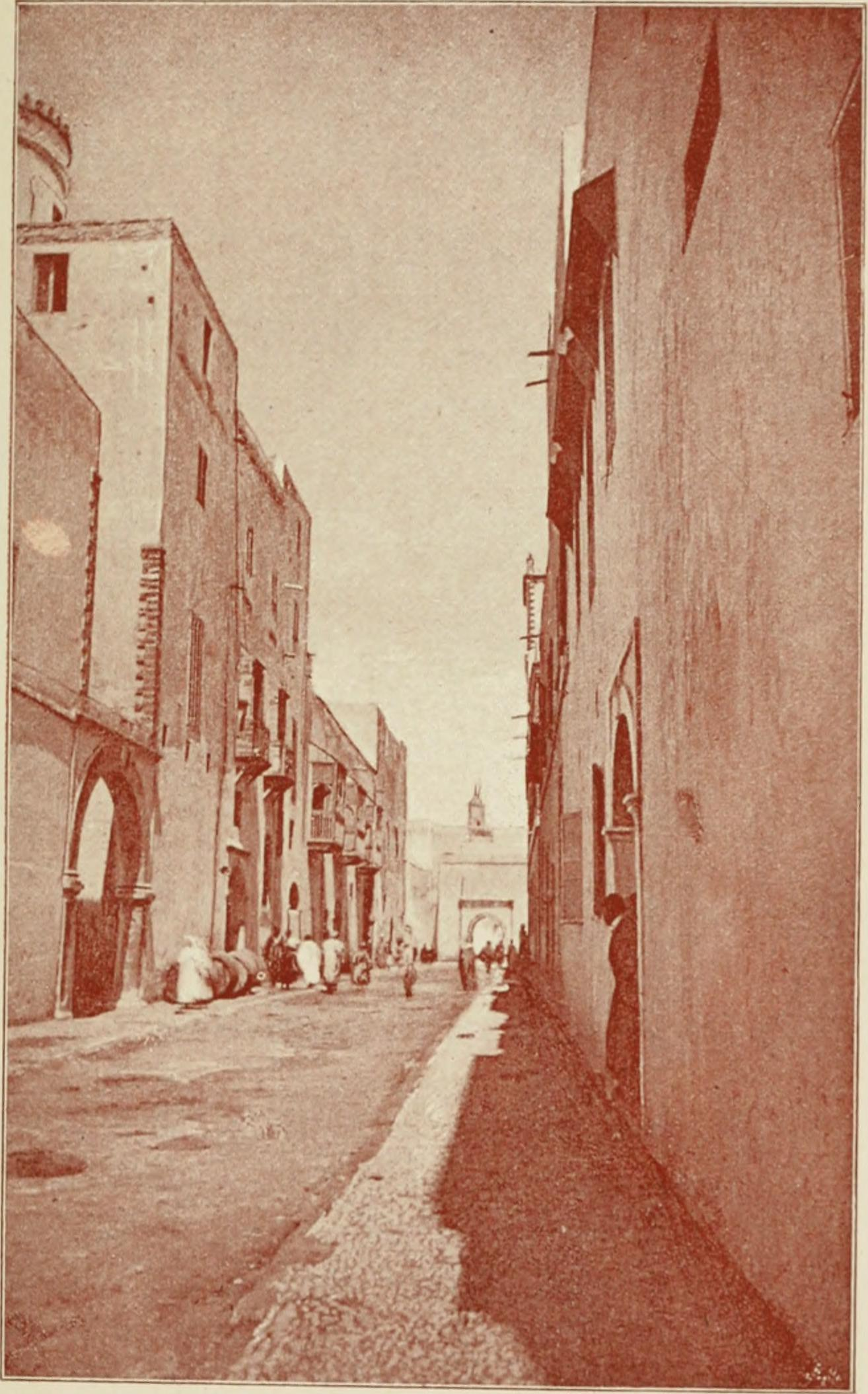
Rue au mellah avec sa synagogue (1889)
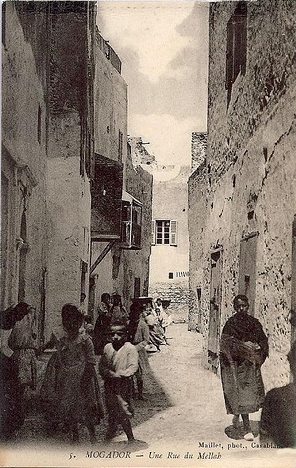
Rue du mellah (vers 1910)
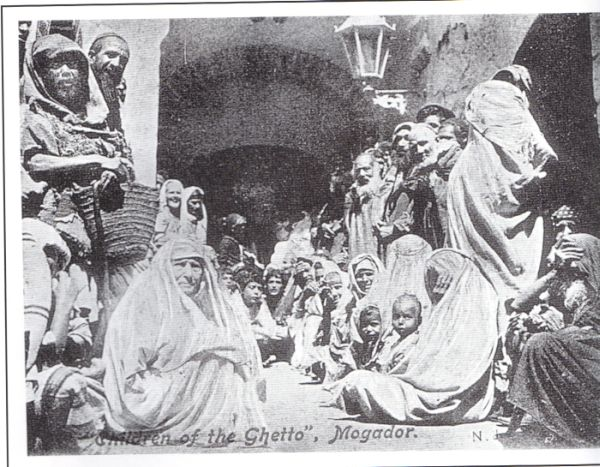
Carte postale légendée « Les enfants du ghetto » (années 1920)
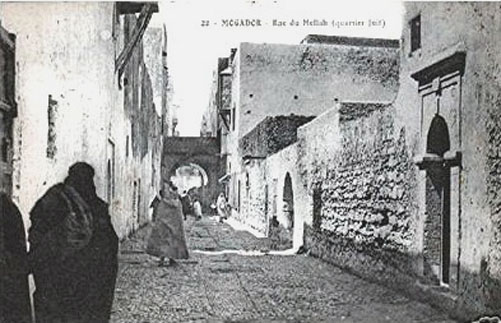
Rue du mellah (vers 1920)
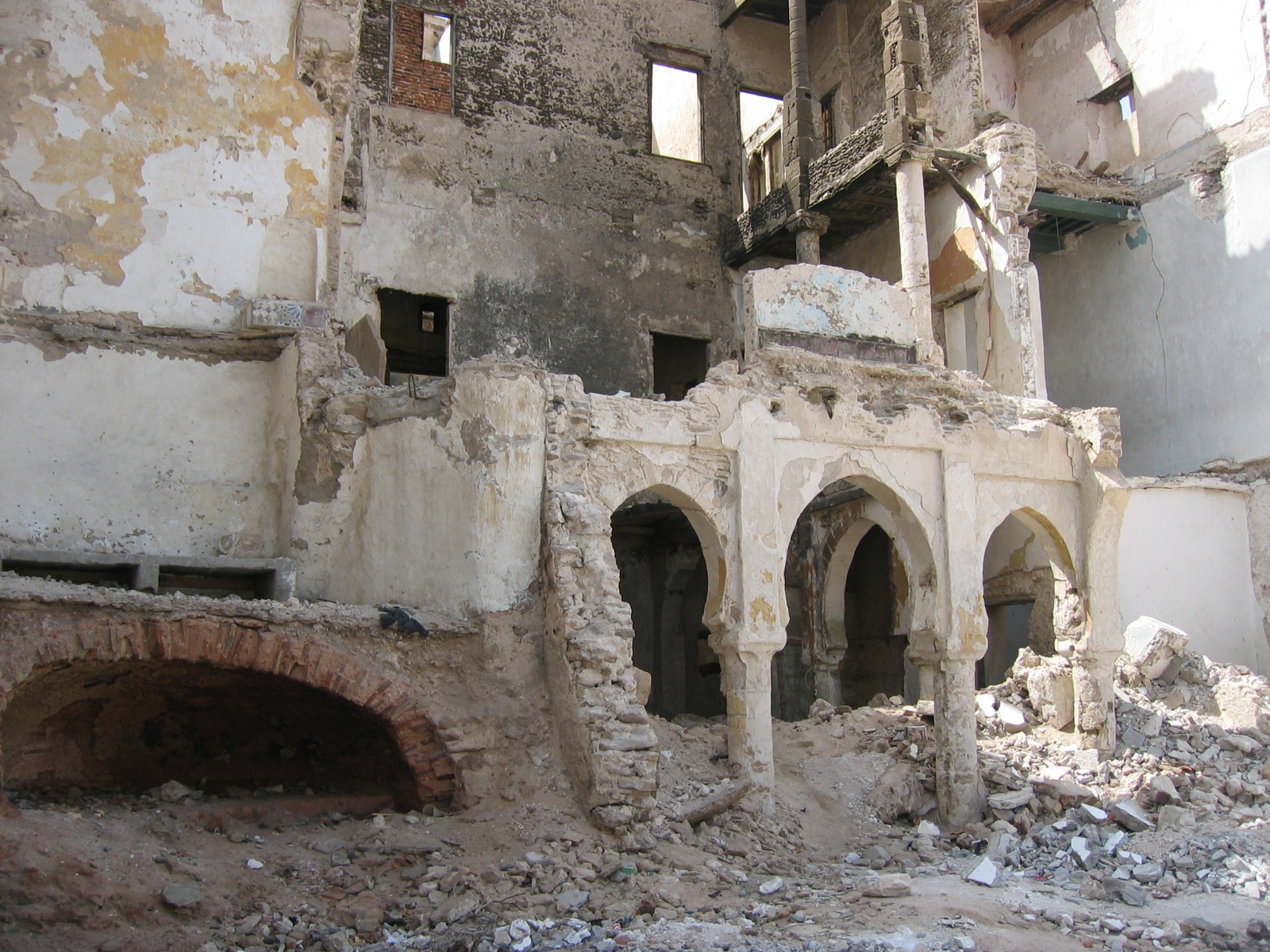
Ruines dans le mellah (2006)

### Mellah de Rabat
Le mellah de Rabat est construit en 1808, sous le règne du sultan alaouite Moulay Slimane.
Un siècle plus tard, on y trouve de nombreux marchands juifs et seize synagogues. De nos jours, la synagogue Rabbi Shalom Zaoui se trouve toujours dans le mellah.
Depuis 2018, Le mellah de Rabat fait l’objet d’un plan de réhabilitation qui transforme son artère principale (la rue du Mellah) et sa façade maritime extérieure, afin de devenir un lieu touristique de la médina.
Actuellement, pratiquement plus aucun juif n'habite le mellah de Rabat.

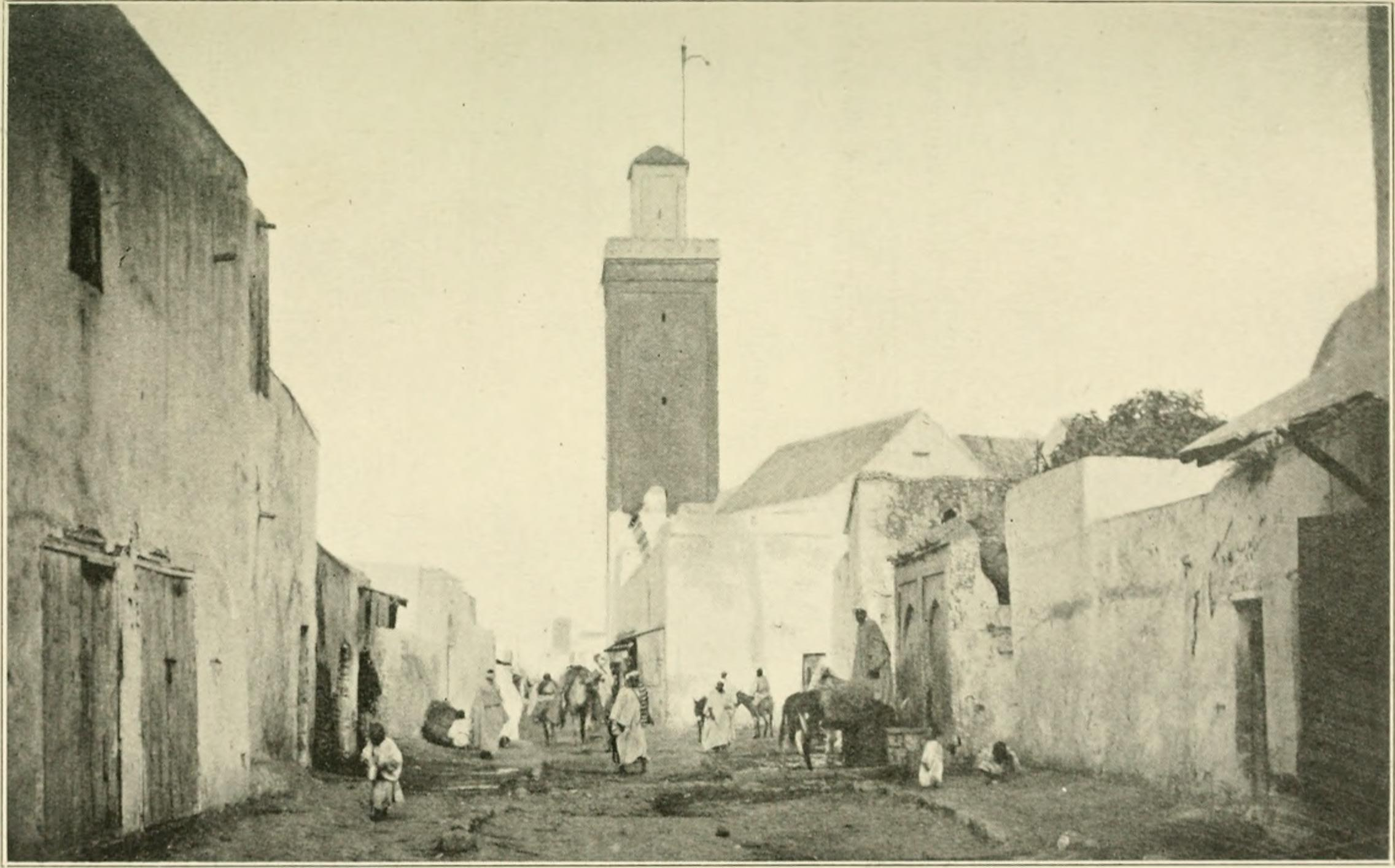
Mellah de Rabat (1901)
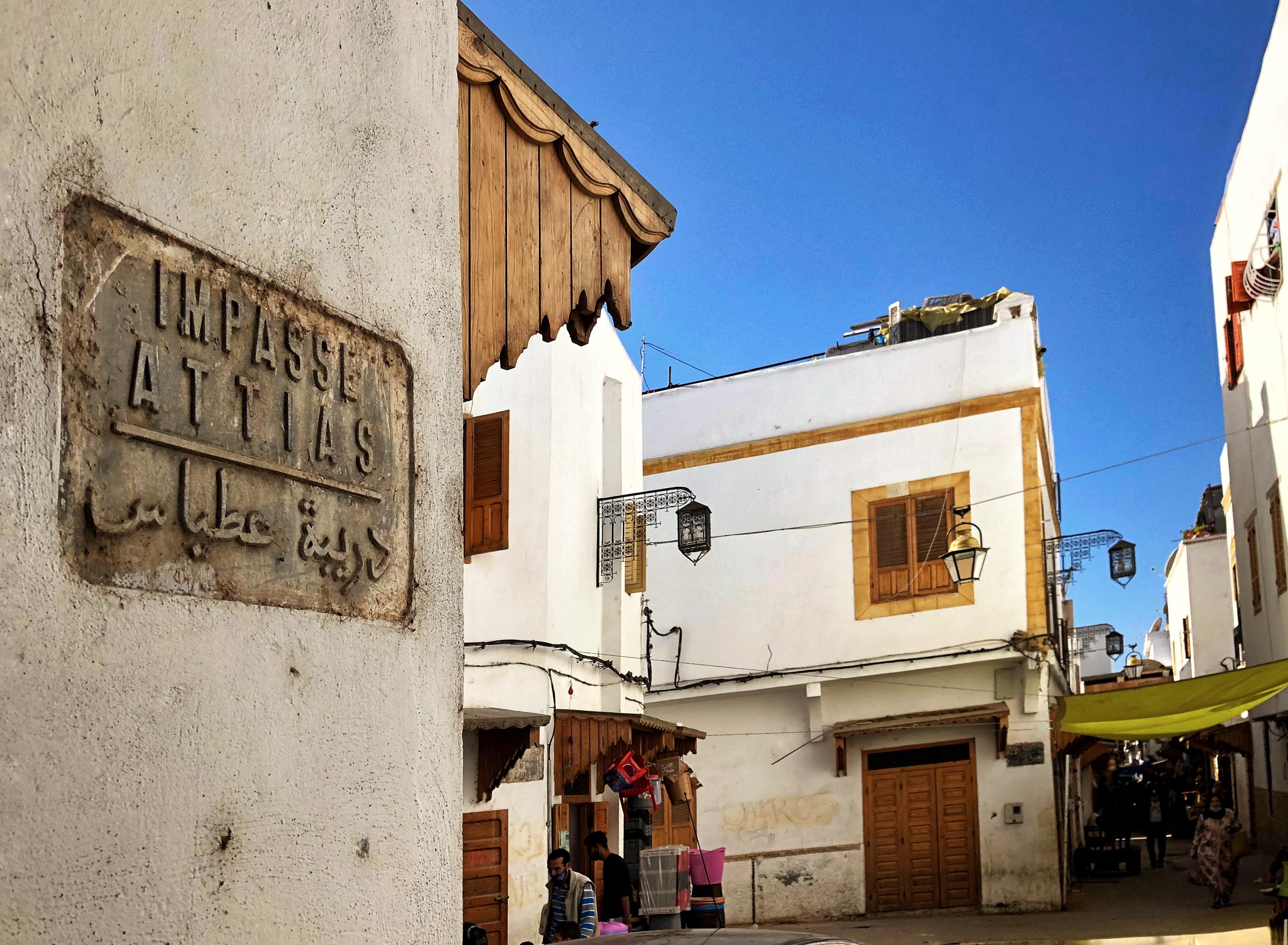
Impasse Attias (2020)
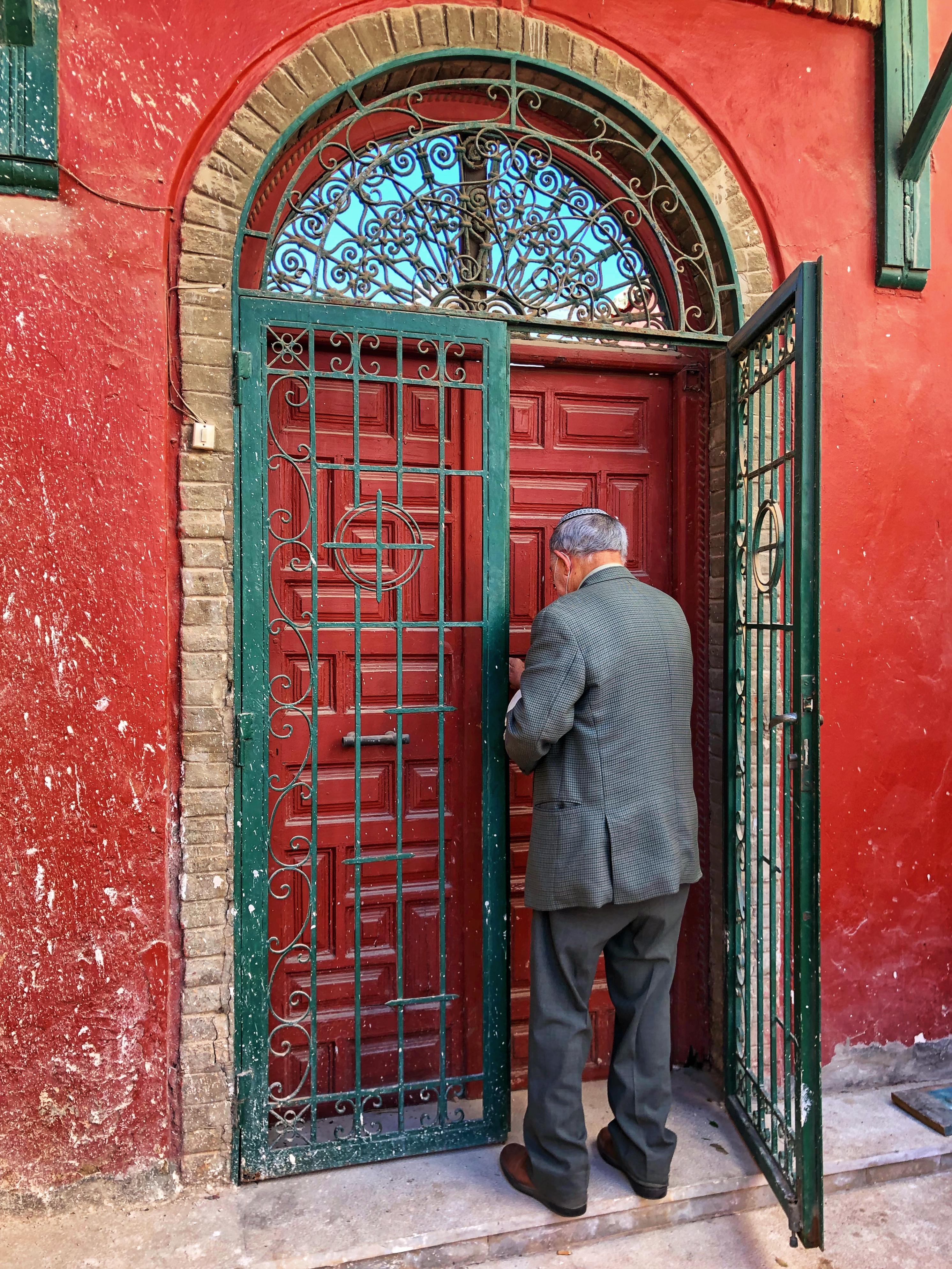
Entrée de la synagogue Rabbi Chalom Zaoui

### Mellah de Salé
Le mellah de la ville de Salé, face à Rabat, voit l'arrivée de réfugiés juifs vers l’an 1800. Il suit une norme de construction aérée.

### Mellah de Tétouan

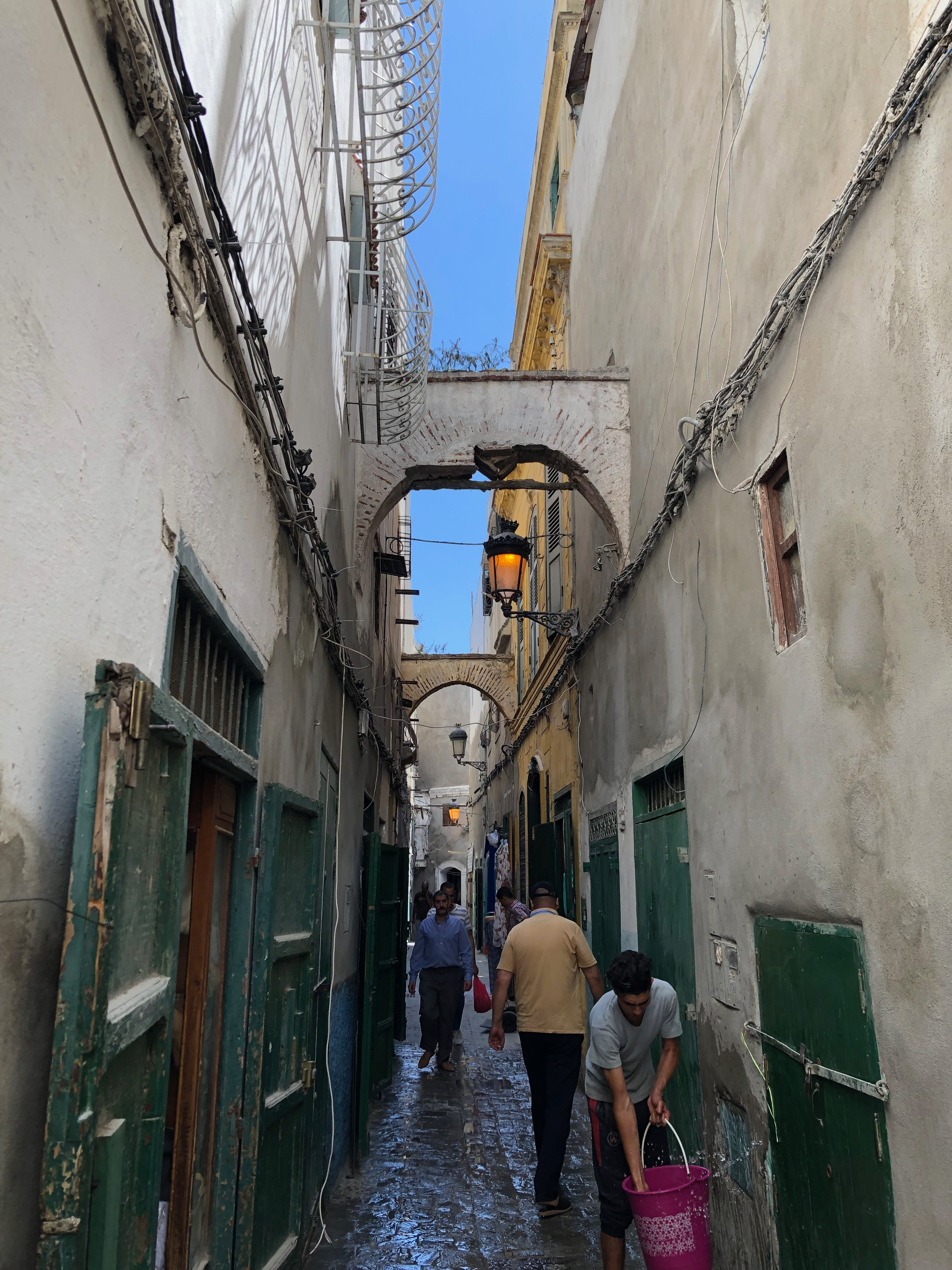
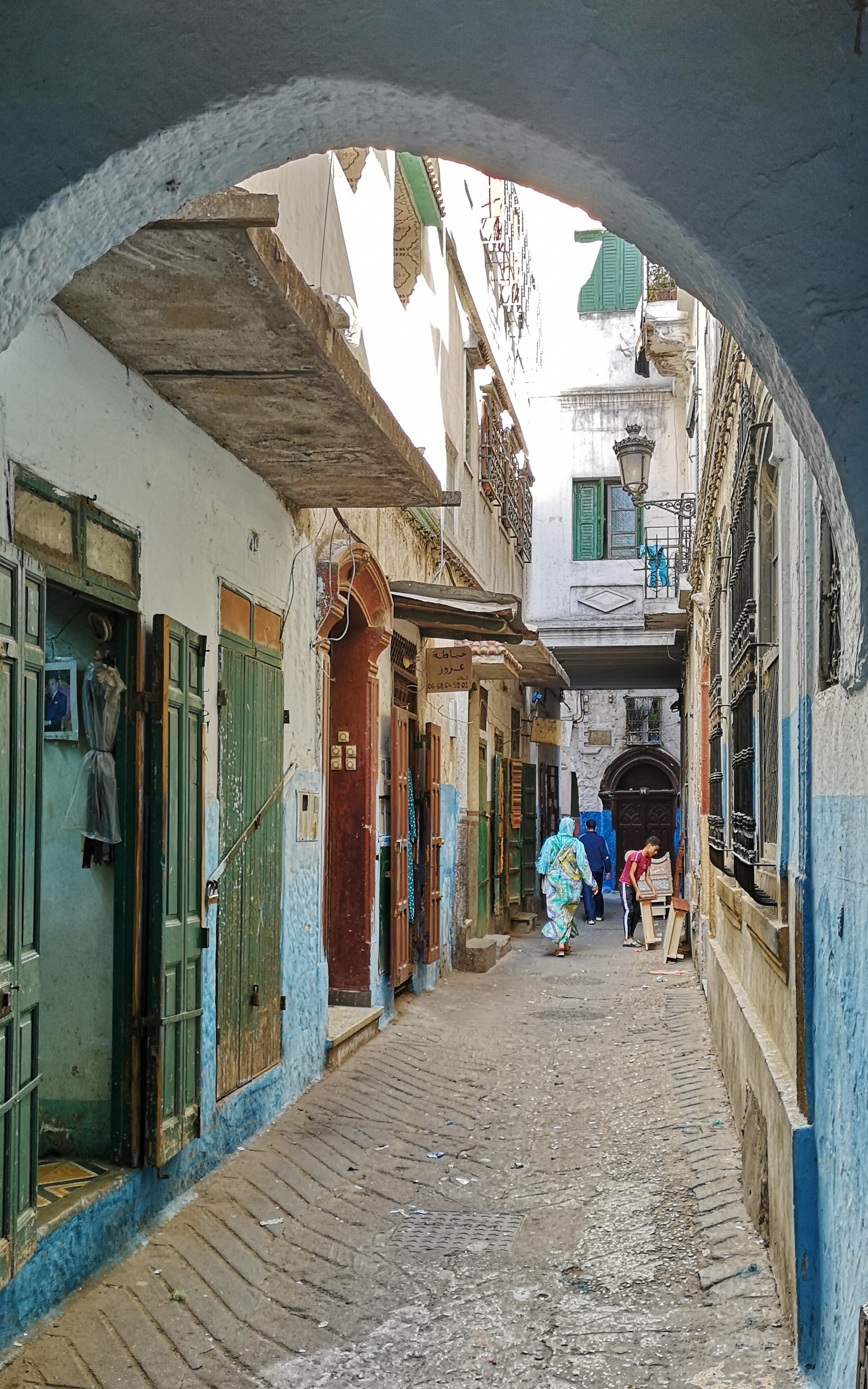
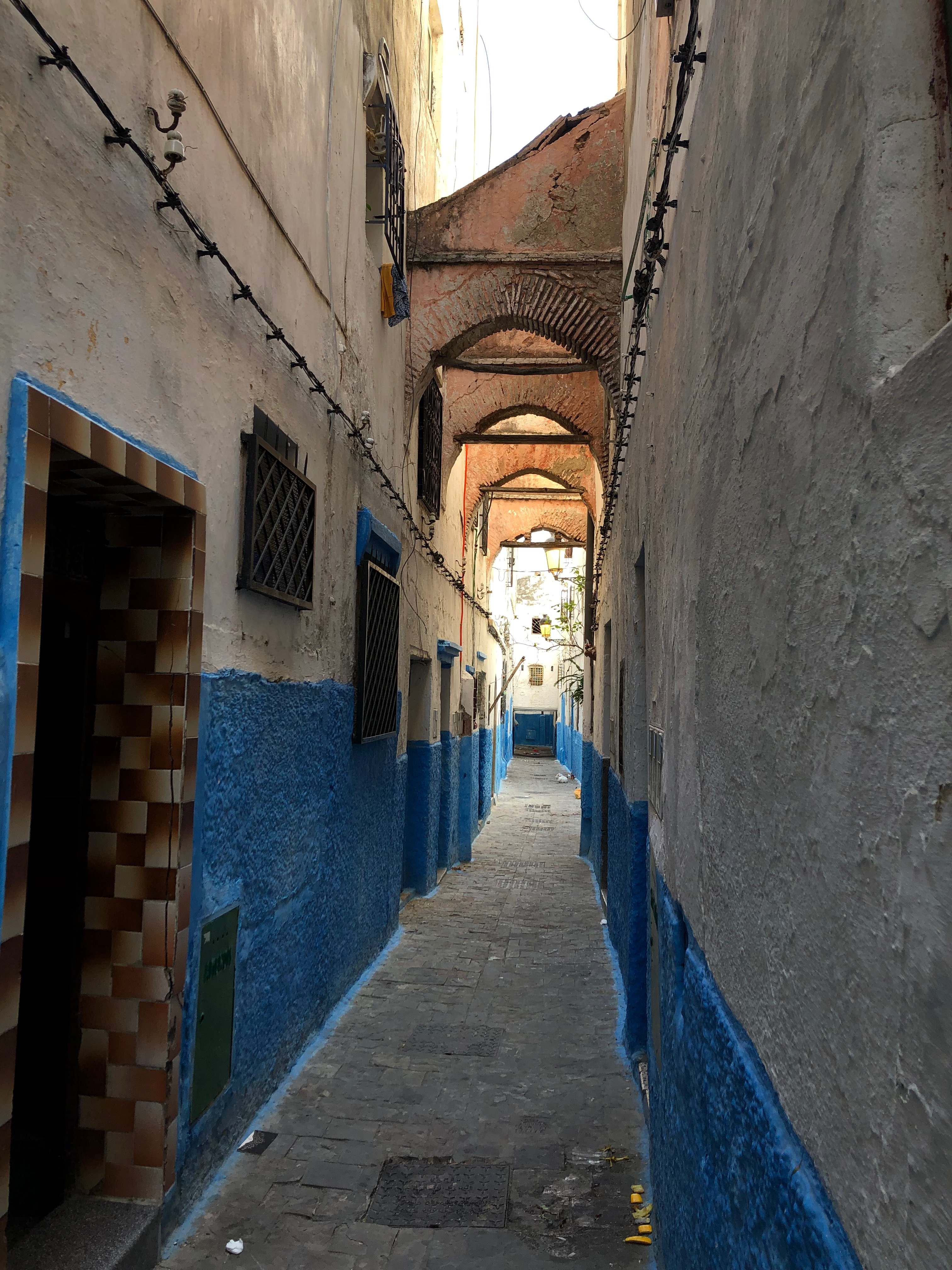
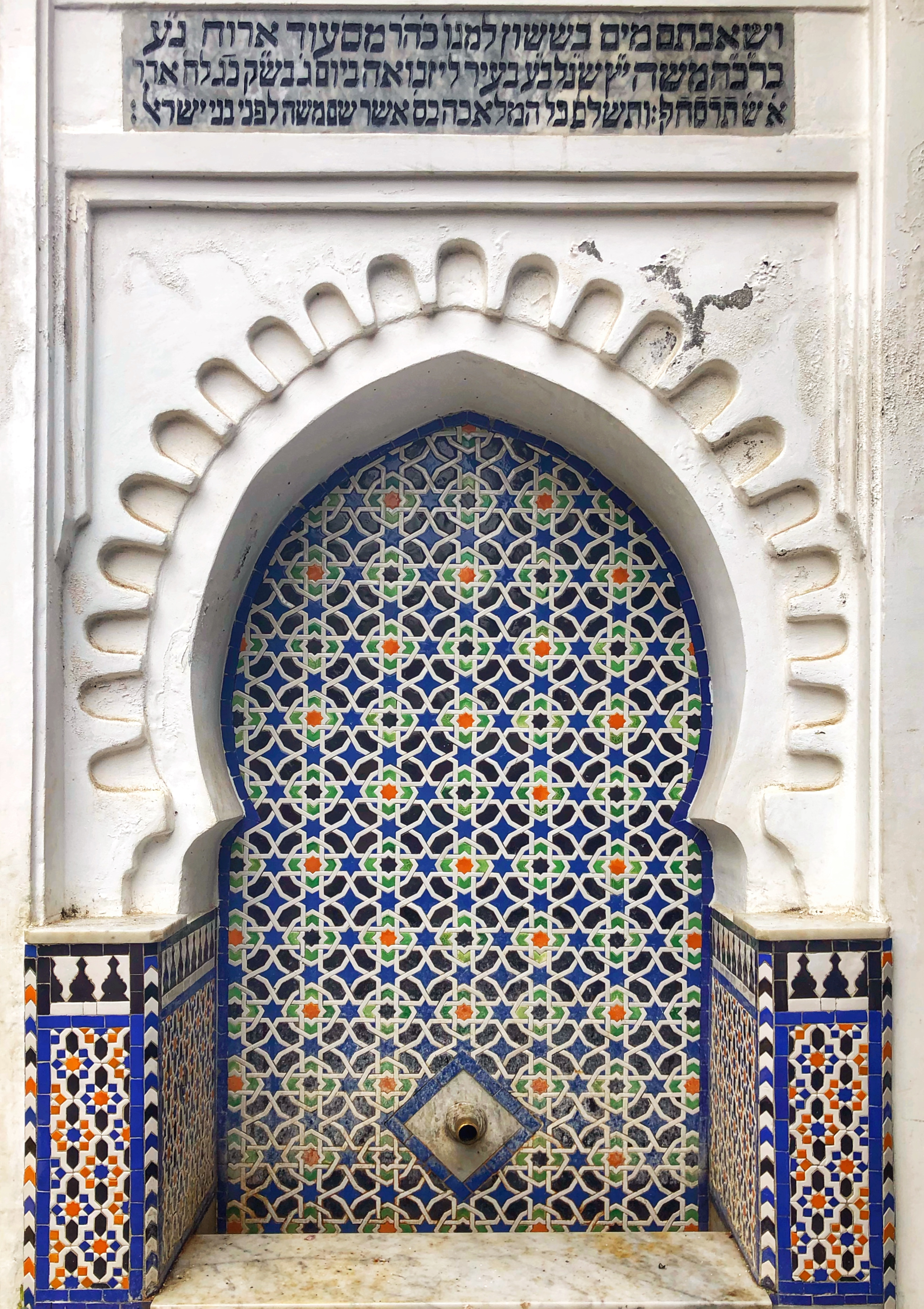

- Synagogue Isaac Ben Walid

### Mellah de Casablanca
Le mellah de Casablanca est mis à sac en 1907

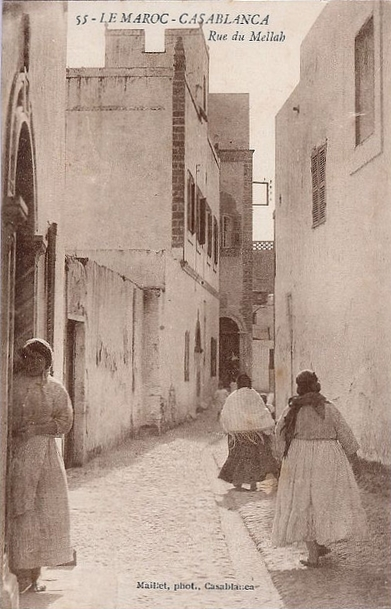
Rue du mellah
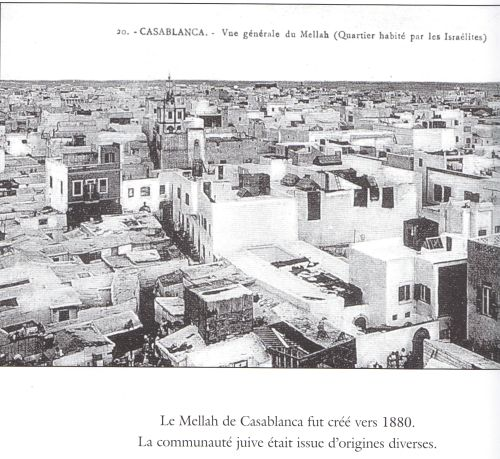
Vue aérienne du mellah au début du XXe siècle
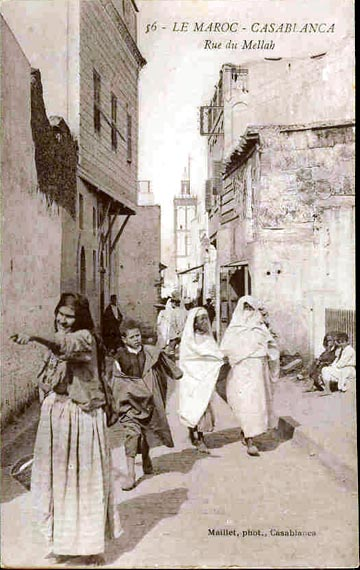
Rue du mellah
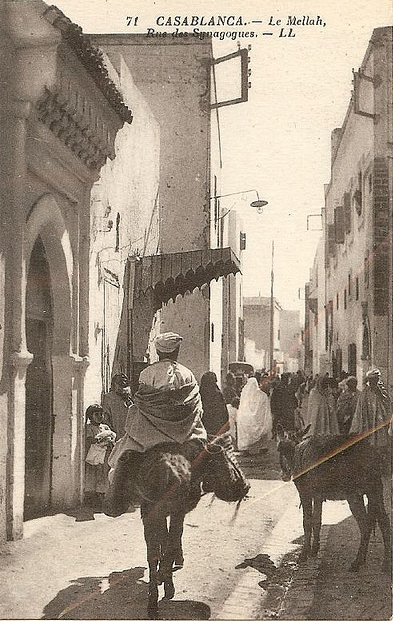
Rue des synagogues dans le mellah, début XXe

### Mellah de Mazagan / El Jadida

Plan de Mazagan avec son mellah donnant sur l'avant-port (1916)

La cité portugaise de El Jadida est appelée « Mellah » avec inexactitude. Cette cité est à l'origine une fortification militaire portugaise construite au tout début du XVIe siècle et appelée Mazagan (portugais : Mazagão). Elle est ensuite prise par les Marocains en 1769 et habitée par des musulmans et juifs et en même temps par les premiers Européens. Il est clair qu'au départ, la forteresse n'était nullement destinée aux Juifs marocains, sujets de statut inférieur.
Après l'arrivée du sultan Moulay Abd ar-Rahman, en 1822, celui-ci restaure la cité fortifiée qui était en ruines, à la suite de son minage par les Portugais au moment de leur départ, et l'appelle El Jadida, « la Nouvelle » en arabe. La communauté juive participe à sa reconstruction au XIXe siècle et collabore à son développement au début du XXe siècle. La ville accueille des habitants venus de l'intérieur du pays, notamment des Juifs en provenance d’Azemmour, quelques paysans de Doukkala et des commerçant anglais de Gibraltar. Comme les Juifs y sont relativement nombreux, elle est souvent désignée sous le nom de « Mellah ».
En 1941, sa population est constituée de 31 700 personnes : 26 000 musulmans, 3 700 juifs et 2 000 Européens. À partir de 1940, plus de la moitié des Juifs habitants El Jadida résident hors de la cité portugaise.

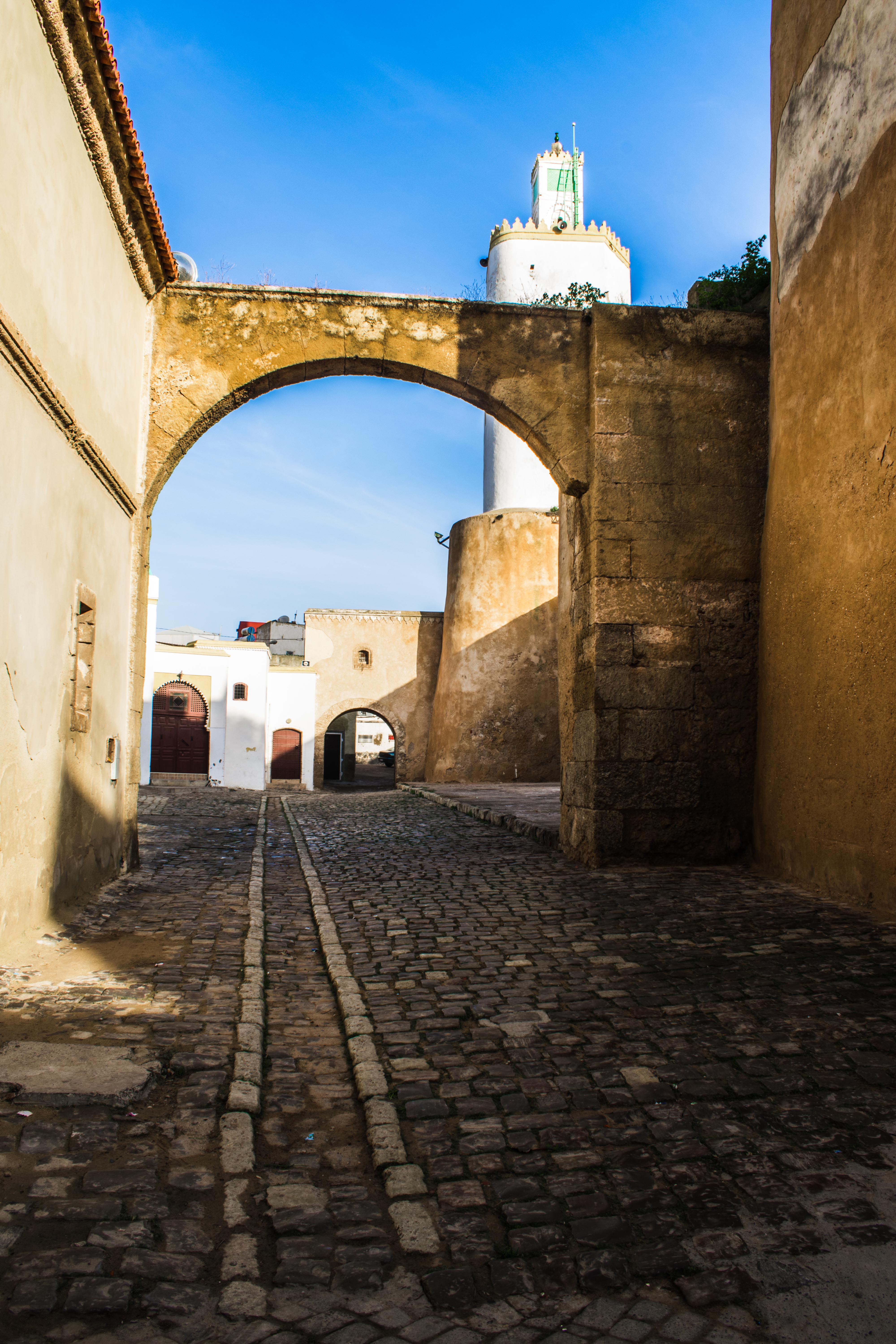
Mosquée du « mellah »
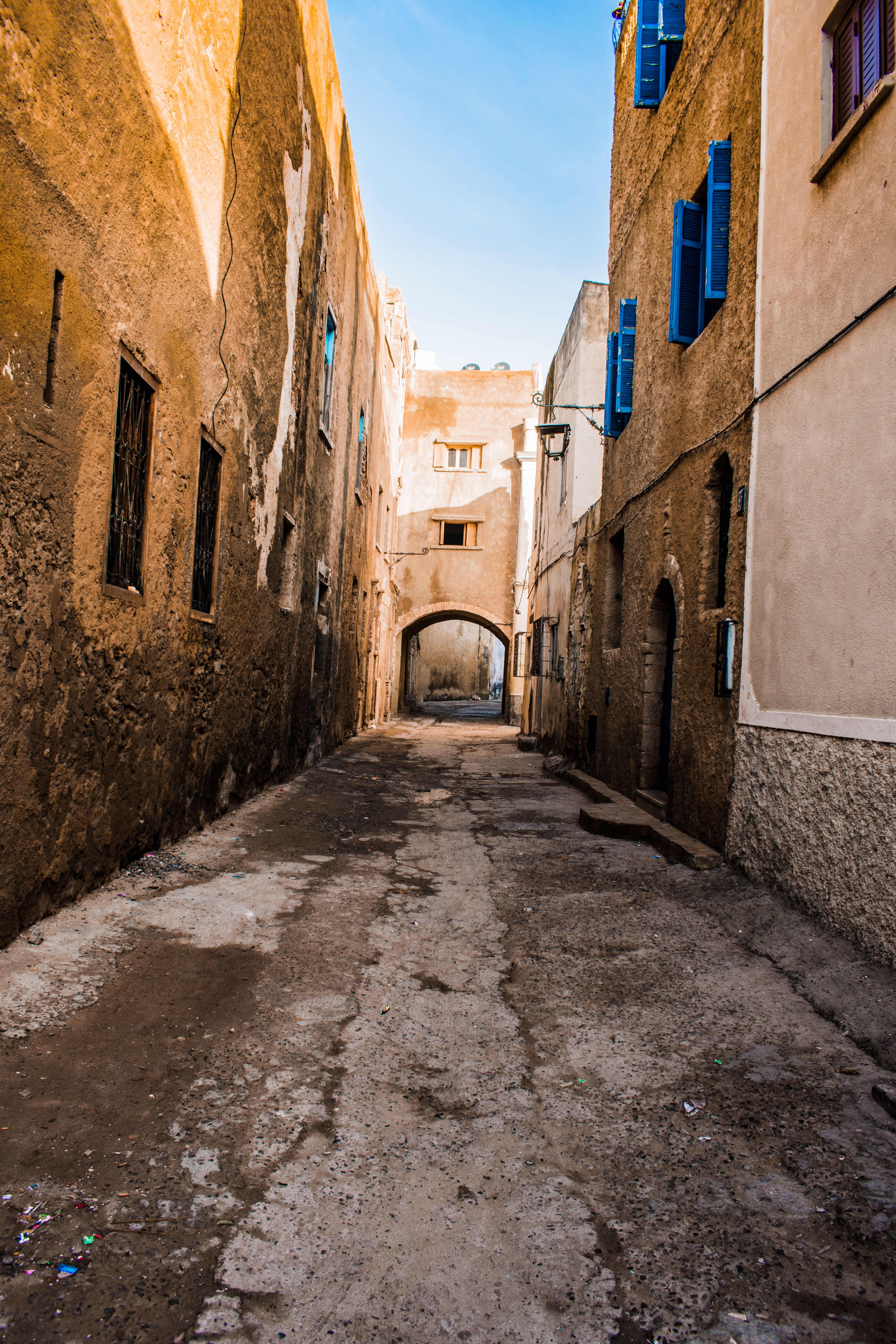
Rue du « mellah »
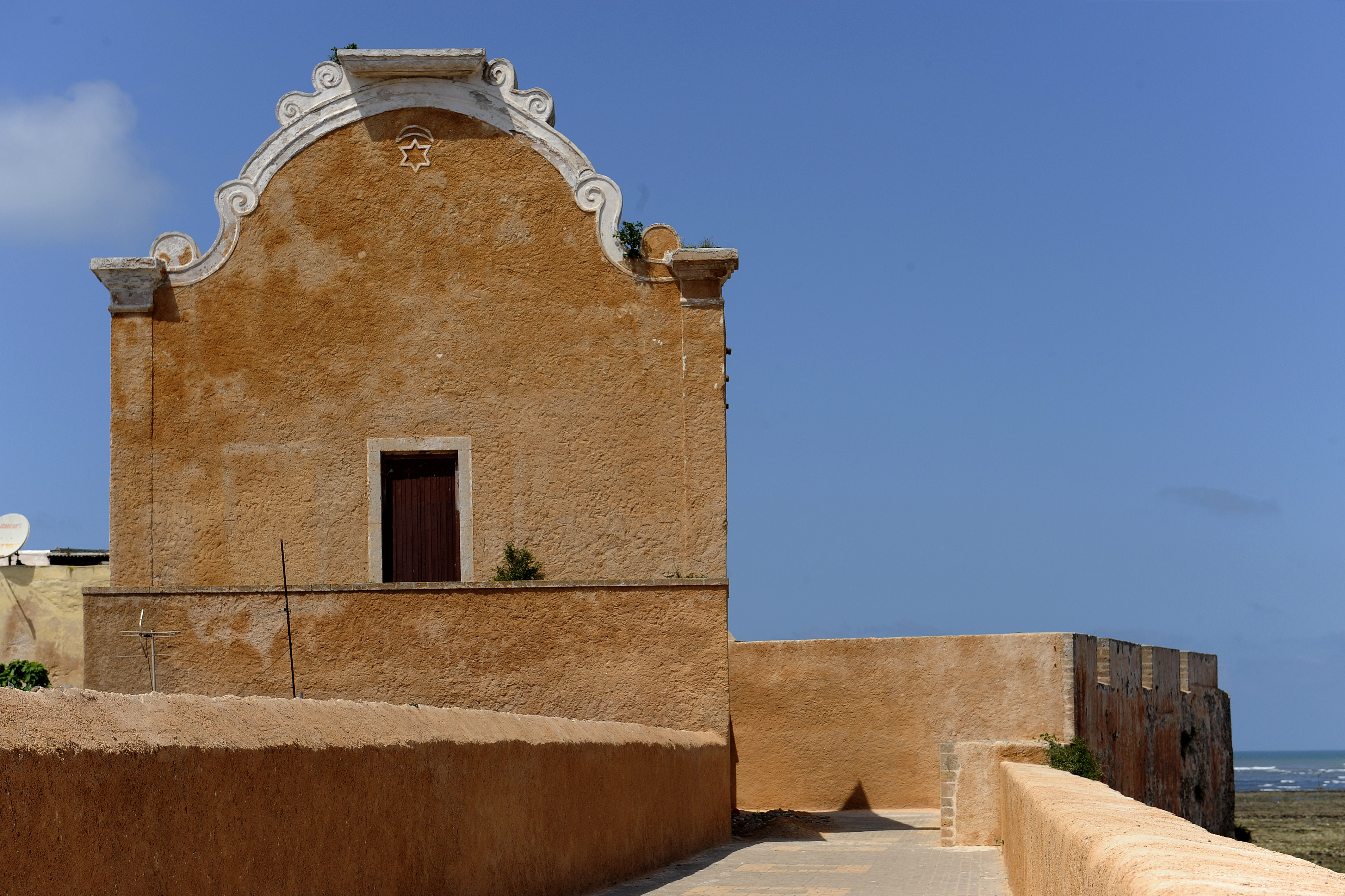
Une des anciennes synagogue du « mellah »
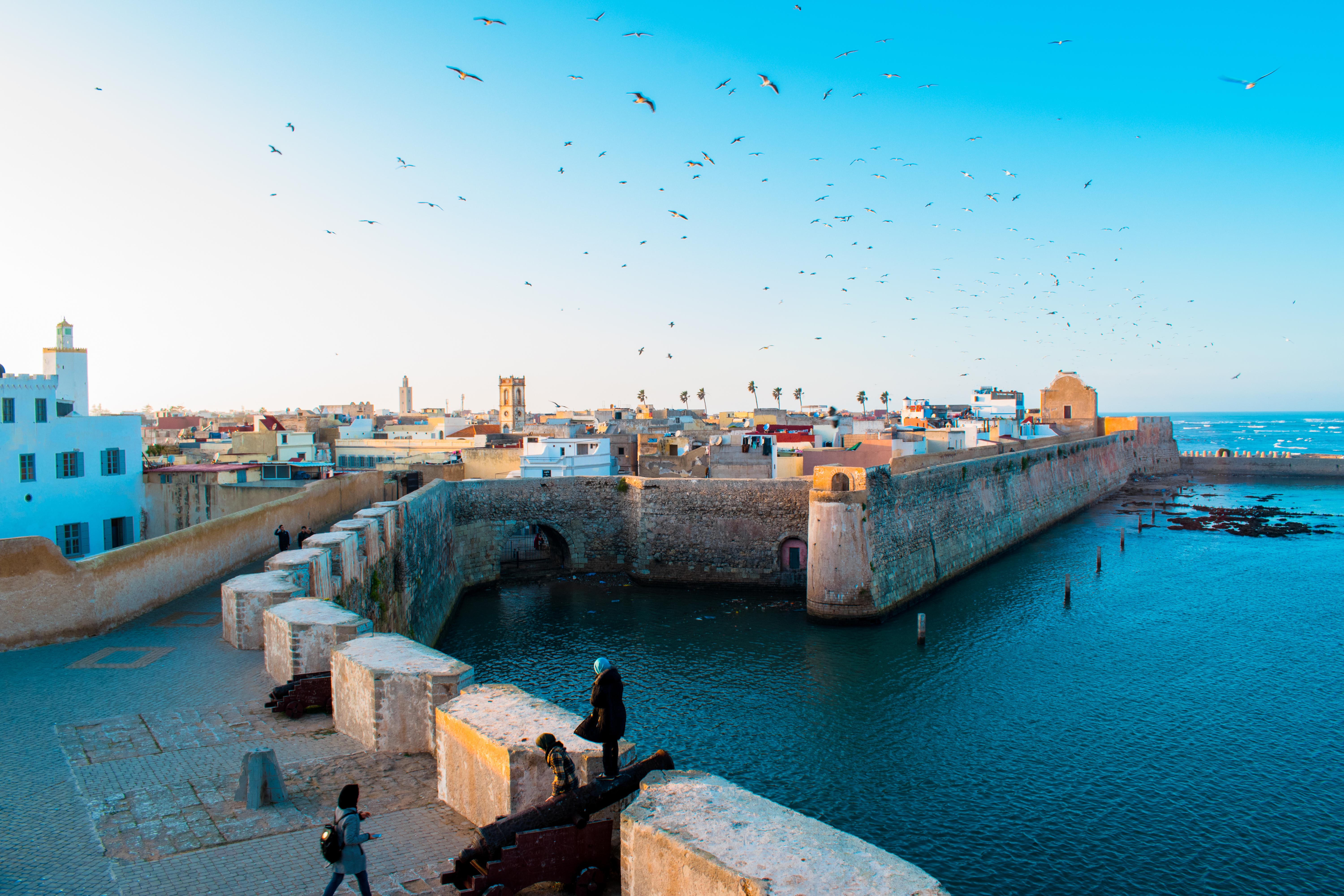
Vue du « mellah » entouré des remparts de la forteresse Jadida

## Roh El mellah
Outre les différentes réhabilitations architecturales ou toponymiques des mellahs afin de favoriser le tourisme au Maroc, un cycle de formations intitulé « Roh El mellah » et financé par l’Agence Américaine pour le Développement International (USAID) est destiné aux artisans marocains pour leur transmettre le savoir-faire relatif aux objets liés à l’art et au culte juifs (Judaïca) du pays et permettre d'offrir aux touristes juifs un « produit adéquat ».